# VW Ameo

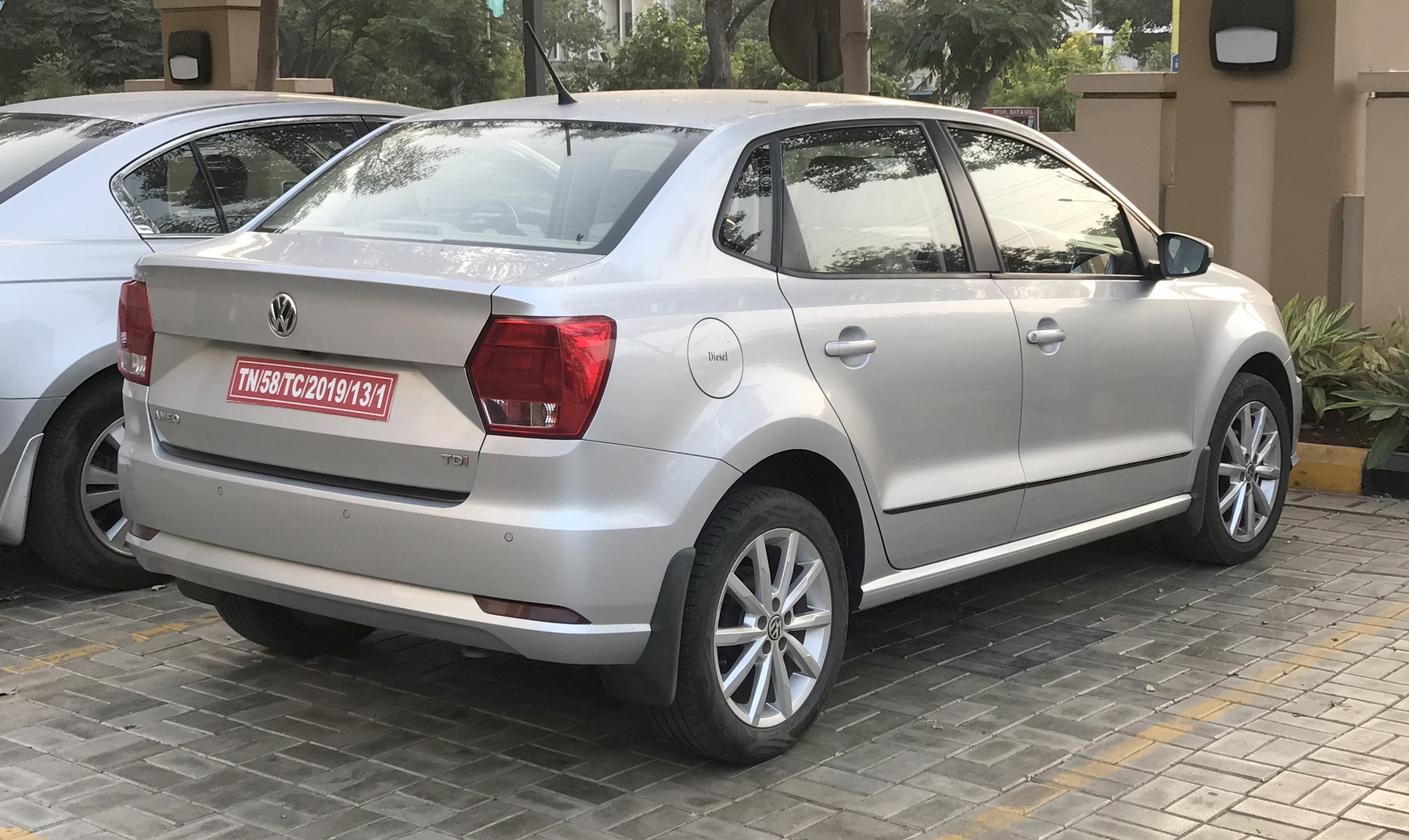
Heckansicht

Der VW Ameo ist ein von Volkswagen in Indien gebauter Kleinwagen mit kurzem Stufenheck. Es ist das erste Modell von Volkswagen, das speziell für Indien konzipiert und in Indien geplant und gebaut wurde. Die Entwicklung wurde aus verschiedenen Gründen erforderlich. Da ist zum einen die Vorliebe der Inder zu Limousinenformen, die der auf dem Polo basierende lokale VW Polo Sedan/Vento zwar aufweist, der jedoch im Vergleich zu Wettbewerbsprodukten zu teuer ist. Des Weiteren werden Fahrzeuge in Indien, die kürzer als vier Meter sind, geringer besteuert.
Gefertigt wurde das Fahrzeug im Volkswagenwerk in Chakan bei Pune. Angetrieben wird der Ameo entweder von einem 1,2-Liter-Ottomotor oder einem 1,5-Liter-Dieselmotor.
Der Kleinwagen wurde am 2. Februar 2016 in Indien vorgestellt; er basiert auf der PQ25-Plattform des Polo V. Er wurde zwischen Juni 2016 und April 2020 in Indien verkauft.
Mit einem Basispreis von 513.864 Indischen Rupien (Stand August 2016: ca. 6885 EUR) war er international das VW-Modell mit dem niedrigsten Basispreis.

## Technische Daten
|                                             | 1.2                   | 1.5 TDI                            |
| Bauzeitraum                                 | 06/2016–04/2020       | 06/2016–04/2020                    |
| Motorkenndaten                              |                       |                                    |
| Motortyp                                    | R3-Ottomotor          | R4-Dieselmotor                     |
| Hubraum                                     | 1198 cm³              | 1498 cm³                           |
| max. Leistung bei min−1                     | 55 kW (75 PS) / 5400  | 81 kW (110 PS) / 4000              |
| max. Drehmoment bei min−1                   | 110 Nm / 3750         | 250 Nm / 1500–3000                 |
| Kraftübertragung                            |                       |                                    |
| Antrieb                                     | Vorderradantrieb      | Vorderradantrieb                   |
| Getriebe, serienmäßig                       | 5-Gang-Schaltgetriebe | 5-Gang-Schaltgetriebe              |
| Getriebe, optional                          | —                     | [7-Stufen-Doppelkupplungsgetriebe] |
| Messwerte                                   |                       |                                    |
| Höchstgeschwindigkeit                       | 170 km/h              | 185 km/h                           |
| Beschleunigung, 0–100 km/h                  | 14,2 s                | 9,9 s [10,0 s]                     |
| Kraftstoffverbrauch auf 100 km (kombiniert) |                       |                                    |
| Leergewicht                                 | 1044–1069 kg          | 1138–1163 kg [1174–1184 kg]        |
| Tankinhalt                                  | 45 l                  | 45 l                               |